# Pezband
Pezband foi uma banda de power pop formada no ano de 1971 em Illinois. Ao longo de sua trajetória lançaram três álbuns de estúdio e dois EPs ao vivo entre 1977 e 1979. O jornalista Larry Lange cita, em sua página, o nome de seus dois maiores sucessos: "Baby It's Cold Outside" e "Stop! Wait a Minute". Segundo texto no Allmusic, o Pezband era "em sua maior parte uma agradável, e ocasionalmente maravilhosa, banda de power pop especializada em ganchos cheios de hard rock com doces multi-harmonizações". Lange ainda expõe o comentário de Jean Rosenbluth (ex escritor da revista Rolling Stone): "qualquer um que ama o power pop, e tem interesse em sua história, vai querer conhecer a música do Pezband". O nome "Pez" não possui significado em língua inglesa e seu principal integrante, Mimi Betinis (um homem), simplesmente gostou como as letras se colocam à vista de "uma maneira artística".

## História

### 1971-1976: Início e formação
O Centerstage comenta que a banda inicia suas atividades em 1971, quando quatro colegiais de Oak Park (Illinois) se juntam para tocar covers de The Yardbirds, The Kinks, Badfinger e Fleetwood Mac da formação que incluía Peter Green, além de criar algum material próprio e composto por todos. A banda em seu início incluía Mimi Betinis (guitarra / vocal), John Pazdan (guitarra / piano / vocal), Mike Gorman (baixo / vocal) e Mick Rain (bateria / vocal). Por um curto período Cliff Johnson também assume os vocais. Após sua primeira formação, John Pazdan deixa a banda, seguido por Cliff Johnson (que posteriormente formaria a banda Off Broadway com Pazdan). São substituídos pelo guitarrista Tommy Gawenda e por Wes Davis, este último deixando a banda logo após também.

### 1977-1980: Gravações, fim
Assinam em 1977 com a Passport Records/ABC Dunhill (mais tarde Passport Records/Arista Records) e com sua formação consolidada em quatro integrantes, Mimi Betinis, Tommy Gawenda , Mike Gorman e Mick Rain, o Pezband inicia logo suas gravações e lança seu primeiro disco, homônimo. A página do CD Universe comenta que o disco é "cheio de melodias 'beatlescas' filtradas através do bom rock and roll americano". O Centerstage fala sobre as críticas favoráveis vindas das revistas Rolling Stone e Trouser Press. Este registro contém a música "Baby It's Cold Outside", que saiu em single 7" com "Princess Mary" no Lado B e que se tornou hit em coletâneas de power pop; terminando o disco com "Close Your Eyes". O Glory Daze Music fala que "há muito a ser encontrado no álbum. A maioria das músicas é relativamente curta e rápida"..."o tempo de duração é um pouco menos que 35 minutos". O crítico John Dougan, do Allmusic, coloca que o disco continha "grandes canções, produção excelente por Jesse Hood Jackson, e uma falta maravilhosa de presunção e de cálculo que foi lentamente se infiltrando em cada banda de power pop nos Estados Unidos. A reação enorme do público, no entanto, não se concretizou" e ainda diz que apesar das críticas favoráveis, a cena power pop de Illinois estava dominada pelo Cheap Trick e todos tinham que encontrar seu lugar na hierarquia, o que significava menos imprensa do que mereciam. Mudam-se para a região de Nova Iorque e frequentam a cena punk local, segundo o Centerstage, tornando-se presentes nos palcos do CBGB e Max’s Kansas City, e também depois visitando a Grã-Bretanha para gravar seu próximo álbum .
1978 é o ano de lançamento de dois EPs ao vivo, Two Old Two Soon – Live At Dingwalls! e Thirty Seconds Over Schaumburg (que começa com uma versão de "Blue Wind" de Jeff Beck e "Stroll On" do The Yardbirds); este último lançado pela PVC Records em vinil vermelho. No mesmo ano foi o lançamento de seu segundo disco de estúdio, Laughing In The Dark, gravado em Londres. A revista Rolling Stone o citou como "um dos melhores álbums do ano" e o Allmusic diz, em sua resenha sobre o disco, que Laughing In The Dark marcou o auge da carreira de gravações do Pezband, que nunca mais foi capaz de igualar seu conteúdo energético de canções curtas e incisivas, incluindo "Stop! Wait a Minute" e contendo também "On And On" (lançada como single). No final deste ano Pezband abria shows do Fleetwood Mac e Supertramp, com comentários no The Today Show de que "este é o som que está todo mundo falando sobre".
Apesar da agenda de shows e aprovação crítica, a banda não foi muito difundida pelas rádios e não vendeu muitas cópias de seus trabalhos. Voltam para Chicago e seu último disco, Cover To Cover, sai em 1979. Contém uma música chamada "African Nights", sobre os esquadrões da morte de Idi Amin. O Centerstage conclui: "no início de 1980, infelizmente para eles e para a raivosa base de fãs que o adoravam, Pezband, sem cerimônia, terminou". E o Myspace completa comentando que após outra troca de integrantes, no final de seu contrato com a Passport Records, a banda se alia ao produtor Paul Broucek para gravar um EP no The Record Plant cujas músicas nunca foram lançadas.[carece de fontes?]

## Relançamentos, reunião, álbum solo
A partir do ano de 2005 a gravadora japonesa Air Mail Recordings lança em CD formato digipak seus três discos de estúdio, Pezband, Laughing In The Dark e Cover To Cover, com o material dos EPs ao vivo colocado como extras nos álbums, segundo Larry Lange. A página do Tripod comenta que "eles se reuniram em 2006! Seus discos foram relançados no Japão, mas não nos Estados Unidos" e o Bad Catre Records completa dizendo que "24 anos depois, Betinis, Pazdan e Rain se reagrupam e começam a tocar juntos ao redor de Chicago. Por fim a página PR Web cita o lançamento do disco solo de Mimi Betinis, All That Glitters, lançado em 2010: "um novo álbum com dez músicas"..."sua primeira coleção em três décadas". Em 17 de outubro de 2013, a gravadora japonesa Air Mail Recordings lança o CD Dangerous People - Unreleased Tracks & Demos 1979.

## Discografia

### Álbuns de estúdio
- Pezband (1977) – Passport Records / (2006) - Air Mail Recordings
- Laughing In The Dark (1978) – Passport Records (EUA) e Radar Records (UK)[14] / (2006) - Air Mail Recordings
- Cover To Cover (1979) – Passport Records / (2006) - Air Mail Recordings

### EP ao vivo
- Two Old Two Soon – Live At Dingwalls! (1978) – Passport Records
- Thirty Seconds Over Schaumburg (1978) – PVC Records

### Coletâneas
- Dangerous People - Unreleased Tracks & Demos 1979 (2013) - Air Mail Recordings

### Singles 7"
- A: "Baby It's Cold Outside" / B: "Princess Mary" (1977) – Passport Records (EUA)
- A: "Stop! Wait a Minute" / B: "Black Magic" (1978) – Passport Records (EUA)
- A: "On And On" / B: "I'm Leavin'" (1978) – Radar Records (UK)

### Músicas em coletâneas de power pop
- DIY: Come Out And Play - American Power Pop I (1975-78) (1993) - Rhino Records (músicas "Baby It's Cold Outside" e "Stop! Wait a Minute")
- Poptopia! Power Pop Classics of The '70s (1997) - Rhino Records (música "Baby It's Cold Outside")
- 20 Greats From The Golden Decade of Power Pop (2005) - Varèse Sarabande (música "Stop! Wait a Minute")